# Pomnik Sophie Biedermann
Pomnik Sophie Biedermann w Łodzi – pomnik na rodzinnym polu grobowym Meyerów w części ewangelickiej Starego Cmentarza przy ulicy Ogrodowej w Łodzi.

## Historia
Sophie Biedermann była pierwszą żona Alfreda Biedermanna, łódzkiego przemysłowca w branży włókienniczej, wieloletniego prezesa zarządu łódzkich tramwajów miejskich (Kolej Elektryczna Łódzka) i podmiejskich (Łódzkie Wąskotorowe Elektryczne Koleje Dojazdowe) oraz prezesa Towarzystwa „Saturn” w Czeladzi. 
Zmarła trzy tygodnie po porodzie drugiego syna, z powodu gorączki połogowej.

## Architektura
Pomnik, z białego karraryjskiego marmuru z pracowni Otto Lessinga, został sprowadzony z Rzymu w 1898 roku. Przedstawia Anioła Stróża (sportretowana zmarła) pochylającego się nad dziećmi (są to sportretowani synowie Sophie Biedermann), które zbliżają się do przepaści. Przed pomnikiem znajdują się nagrobki jej rodziców: Ludwika (zm. 1911) i Matyldy (zm. 1912) Meyerów.
Pomnik i całe założenie architektoniczne pola grobowego uznawane są za jedne z piękniejszych na tym cmentarzu.